# Cortes de Burgos (1302)
Cortes de Burgos de 1302. Cortes del reino de Castilla celebradas en la ciudad de Burgos en 1302, durante el reinado de Fernando IV de Castilla.

## Las Cortes de Burgos de 1302
A las Cortes de Medina del Campo de 1302 acudieron solamente los representantes de los concejos de los reinos de León, Toledo y las Extremaduras, pero no acudieron los representantes de los concejos de Castilla, por lo que Fernando IV dispuso una nueva reunión de Cortes para ellos en el mismo año en la ciudad de Burgos. A principios de julio de 1302 llegaron Fernando IV y su madre, la reina María de Molina, a Burgos, e inmediatamente comenzarían las sesiones de las Cortes, a las que habían sido convocados los ricoshombres, nobles, prelados y hombres buenos de las villas y concejos del reino de Castilla.
Según consta en el documento por el que Fernando IV confirmó a la ciudad de Burgos sus fueros y privilegios, el estamento eclesiástico estuvo representado en las Cortes, entre otros, por Gonzalo Díaz Palomeque, arzobispo de Toledo, y por los obispos de Coria, Calahorra y Astorga, y todos ellos, salvo el obispo de Calahorra, habían asistido también a las Cortes de Medina del Campo de ese año. Además, y según consta en el privilegio rodado por el que Fernando IV confirmó al concejo de Calahorra sus fueros y privilegios, también asistieron a las Cortes la reina María de Molina, el infante Enrique de Castilla, que fue tutor del rey Fernando IV durante su minoría de edad, el infante Pedro, hermano de Fernando IV, Diego López V de Haro, señor de Vizcaya, y el magnate gallego Fernando Rodríguez de Castro, entre otros ricoshombres.
Los representantes de los concejos concedieron al monarca cinco servicios, y con ellos fueron pagadas las soldadas de Diego López V de Haro, señor de Vizcaya, y las de otros nobles.

### Disposiciones generales

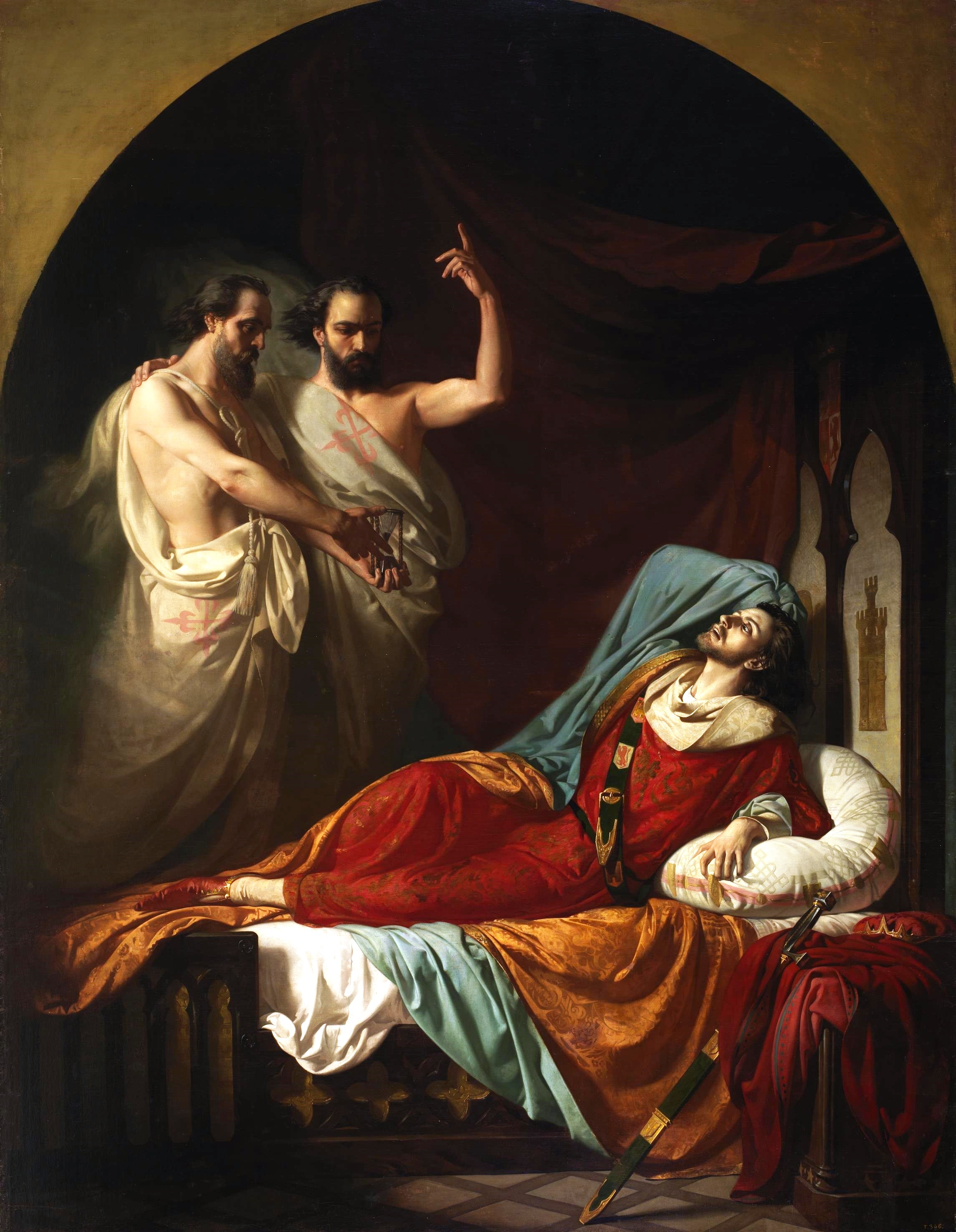
Últimos momentos de Fernando IV el Emplazado. Óleo sobre lienzo de José Casado del Alisal. 1860. (Palacio del Senado de España).

- Fernando IV confirmó a numerosas ciudades, a través de privilegios rodados de contenido muy similar, sus fueros y privilegios, como en el caso de las ciudades de Burgos, Guetaria, Palencia, Treviño, Pancorbo, Santo Domingo de Silos, Carrión de los Condes, Vitoria,[5] Santillana del Mar, Salinas de Añana, Calahorra,[6] y Miranda de Ebro,[7] como agradecimiento por los servicios que le habían prestado durante su minoría de edad.[5]
- Los procuradores del reino de Castilla obligaron al infante Enrique de Castilla, hijo del rey Fernando III de Castilla, a dejar la tutoría del rey Fernando IV, argumentando que el rey ya había alcanzado la edad suficiente para gobernar por sí mismo, según lo dispuesto por las leyes y costumbres del reino.[8]
- El rey reconoció el derecho de los concejos de Castilla para que pudieran reunir la Hermandad general de las villas de Castilla siempre que fuera necesario,[9] y en el lugar que consideraran oportuno,[10] y reconoció además los servicios que la Hermandad le había prestado hasta entonces.[5]
- La Hermandad General de Andalucía, que fue fundada en 1297, durante la minoría de edad de Fernando IV, y permaneció un tanto inactiva desde que dicho monarca alcanzó la mayoría de edad, no llegó a desaparecer y sobrevivió, según afirman algunos autores, gracias a Fernando IV, quien en estas Cortes reconoció el derecho de hermanamiento entre los concejos.[5]
- Fernando IV confirmó la existencia de la Hermandad de Guipúzcoa, y permitió que se reuniera en el lugar que consideraran oportuno y siempre que fuera necesario.[11]
- El monarca ordenó que los impuestos que hubieran sido recaudados en exceso fueran devueltos a las villas y ciudades.[7]

### Ordenamiento general sobre la moneda
Desde la época de Alfonso X de Castilla, abuelo de Fernando IV, la moneda castellana había conocido una serie de modificaciones que provocaron una constante disminución de la ley de la moneda, lo que provocó un imparable proceso inflacionista, según afirman algunos autores. Dicho problema se agravó debido a la constante falsificación de moneda producida durante los reinados de Sancho IV y Fernando IV, y por ello, este último dispuso una serie de medidas encaminadas a reducir dichos problemas monetarios:
- El rey dispuso que todas las monedas falsas o contrahechas que circulaban por el reino fueran retiradas de la circulación y fundidas por los expertos,[12] y dispuso además que los individuos que las exportasen serían castigados con la pena de muerte.[13]
- La salida de metales preciosos del reino sería castigada con la pena de muerte.[12]
- Nadie podría negarse a utilizar el dinero acuñado por disposición del rey, aunque las monedas estuvieran estropeadas o mal acuñadas.[13]
- La equivalencia del maravedí quedó establecida en diez dineros de Fernando IV o en seis cornados de Sancho IV.[12]
- Los falsificadores de monedas serían castigados con la pena de muerte y con la confiscación de todos sus bienes.[14]